# Nagtipunan
Nagtipunan (Bayan ng Nagtipunan) är en kommun i Filippinerna. Kommunen ligger på ön Luzon, och tillhör provinsen Quirino. Folkmängden uppgår till 17 027 invånare.

## Barangayer
Nagtipunan är indelat i 16 barangayer.
| - Anak - Dipantan - Dissimungal - Guino (Giayan) - La Conwap (Guingin) - Landingan - Mataddi - Matmad | - Old Gumiad - Ponggo - San Dionisio II - San Pugo - San Ramos - Sangbay - Wasid - Asaklat |